# Кучербаєвська сільська рада
Кучерба́євська сільська рада (рос. Кучербаевский сельский совет) — муніципальне утворення у складі Благоварського району Башкортостану, Росія. Адміністративний центр — село Старокучербаєво.
Станом на 2002 рік існували Кучербаєвська сільська рада (села Староабзаново, Старокучербаєво, присілки Ахметово, Климентовка, Ломово, Тюркеєво, Тюрюштамак, Чулпан 2-ий, селище Новоабзаново) та Синташтамацька сільська рада (село Синташтамак, присілки Дусметово, Новий Синташ, Старий Синташ, Ули-Аряма).

## Населення
Населення — 2448 осіб (2019, 2801 у 2010, 3006 у 2002).

## Склад
До складу поселення входять такі населені пункти:
| Населений пункт         | Населення, осіб (2002) | Населення, осіб (2010) |
| ----------------------- | ---------------------- | ---------------------- |
| Ахметово, присілок      | 154                    | 139                    |
| Дусметово, присілок     | 28                     | 33                     |
| Климентовка, присілок   | 70                     | 12                     |
| Ломово, присілок        | 91                     | 107                    |
| Новоабзаново, присілок  | 119                    | 132                    |
| Новий Синташ, присілок  | 51                     | 43                     |
| Староабзаново, село     | 364                    | 319                    |
| Старокучербаєво, село   | 1365                   | 1309                   |
| Старий Синташ, присілок | 47                     | 37                     |
| Синташтамак, село       | 207                    | 208                    |
| Тюркеєво, присілок      | 113                    | 118                    |
| Тюрюштамак, присілок    | 101                    | 93                     |
| Ули-Аряма, присілок     | 151                    | 117                    |
| Чулпан 2-й, присілок    | 145                    | 134                    |